# Khyriv
Khyriv (ukrainsk: Хи́рів, polsk: Chyrów) er en by i Sambir rajon, Lviv oblast (region) i Ukraine. Den er hjemsted for administrationen af Khyriv urban hromada, en af hromadaerne i Ukraine. 
I 2021 havde byen  4.152 indbyggere.

## Historie
Khyriv blev første gang nævnt i dokumenter fra 1374. På det tidspunkt var det privat ejendom af adelige polske familie af Herburt og var en del af Polens Ruthensk voivodskab. I 1528 fik Chyrów, som det hedder på polsk, Magdeburgrettigheder, og tre år senere blev den første Romersk-katolske kirke blev grundlagt der af Andrzej Tarło. Trækirken brændte sandsynligvis ned under Store Nordiske Krig, og i 1710 blev den erstattet af en murstensbygning. I 1740 åbnede en synagoge i byen.
Under Den polsk-ukrainske krig var det et sted, hvor der var hårde  kampe mellem Polen og Ukraine fra slutningen af 1918 til begyndelsen af 1919. Krigen blev vundet af Polen, og indtil invasionen af Polen i 1939 forblev Chyrów på den Anden Polske Republiks område. Ifølge folketællingen i 1921 var indbyggertallet i Chyrów 2.654. I perioden mellemkrigstiden var Chyrów en del af Sambór amt i Lwow voivodeship. Med udbruddet af 2. verdenskrig, forårsaget af invasionen af Polen, besatte Den Røde Hær hele regionen i september 1939 indtil 1941, hvor den blev indtaget af den tyske Wehrmacht indtil 1943, før den blev generobret af Sovjetunionens styrker. Fra 1944 blev byen og dens omgivelser annekteret af Sovjetunionen. Med Sovjetimperiets sammenbrud i 1991 kom byen under det nuværende Ukraines jurisdiktion.